# CRYAB
سلسلة ألفا كريستالين بي هي بروتين يتم ترميزه في البشر بواسطة جين (CRYAB). إنه جزء من عائلة بروتينات الصدمة الحرارية الصغيرة ويعمل كمرافق جزيئي يرتبط في المقام الأول بالبروتينات المشوهة لمنع تراكم البروتين، فضلاً عن تثبيط موت الخلايا المبرمج والمساهمة في البنية داخل الخلايا. تؤدي التعديلات التي تتم بعد الترجمة إلى تقليل القدرة على المرافقة. تسبب الطفرات في CRYAB اعتلالات عضلة القلب المختلفة، واعتلالات العضلات الهيكلية  وخاصة اعتلال العضلات الليفية،  وكذلك إعتام عدسة العين. بالإضافة إلى ذلك، ارتبطت العيوب في هذا الجين/البروتين بالسرطان والأمراض العصبية التنكسية مثل مرض الزهايمر ومرض باركنسون.

## بناء
تنقسم البلورات إلى فئتين: محددة التصنيف، أو إنزيمية، ومنتشرة في كل مكان. تشكل الفئة الأخيرة البروتينات الرئيسية في عدسة عين الفقاريات وتحافظ على شفافية العدسة ومؤشر الانكسار لها. وبما أن خلايا الألياف المركزية للعدسة تفقد أنويتها أثناء التطور، فإن هذه البلورات تتكون ثم يتم الاحتفاظ بها طوال الحياة، مما يجعلها بروتينات مستقرة للغاية. تنقسم بلورات عدسات الثدييات إلى عائلات ألفا وبيتا وجاما؛ وتعتبر بلورات بيتا وجاما أيضًا بمثابة عائلة عظمى. وتنقسم عائلات ألفا وبيتا إلى مجموعات حمضية وقاعدية.
توجد سبع مناطق بروتينية في الكريستالينات: أربعة أنماط متجانسة، وببتيد موصل، وامتدادات طرفية N وC. تتكون البلورات ألفا من منتجين جينيين: ألفا-أ وألفا-ب، للأحماض والقواعد، على التوالي. تتكون هذه التجمعات غير المتجانسة من 30 إلى 40 وحدة فرعية؛ حيث تبلغ نسبة الوحدات الفرعية ألفا-أ وألفا-ب 3:1 على التوالي.

## الوظيفة
يمكن تحفيز بلورات سلسلة ألفا ب (αBC) عن طريق الصدمة الحرارية، ونقص التروية، والأكسدة، وهي أعضاء في عائلة بروتين الصدمة الحرارية الصغيرة (sHSP المعروف أيضًا باسم HSP20). إنها تعمل كمرافقين جزيئيين على الرغم من أنها لا تعيد تكوين البروتينات وتطلقها على غرار المرافق الحقيقي؛ وبدلاً من ذلك، فإنها ترتبط بالبروتينات المطوية بشكل غير صحيح لمنع تراكم البروتين.
علاوة على ذلك، قد يمنح αBC مقاومة الإجهاد للخلايا عن طريق تثبيط معالجة بروتين الكاسباس 3 المؤيد للموت الخلوي. هناك وظيفتان إضافيتان للبلورينات ألفا هما نشاط الأوتوكيناز والمشاركة في البنية داخل الخلايا. يتم التعبير عن منتجات الجينات ألفا-أ وألفا-ب بشكل مختلف؛ حيث يقتصر ألفا-أ بشكل تفضيلي على العدسة ويتم التعبير عن ألفا-ب على نطاق واسع في العديد من الأنسجة والأعضاء. يحدث التعبير المرتفع عن كريستالين ألفا-بي في العديد من الأمراض العصبية؛ طفرة غير متجانسة تتجمع في عائلة تعاني من اعتلال عضلي مرتبط بالديسمين.

## الأهمية السريرية
على الرغم من عدم فهم ذلك بشكل واضح حتى الآن، فمن المتوقع أن يؤدي نشاط المرافق المعيب إلى تحفيز تراكم التجمعات البروتينية ويشكل أساسًا لتطور اعتلال البلورات ألفا، أو فشل مراقبة جودة البروتين، مما يؤدي إلى أمراض ترسب البروتين مثل مرض الزهايمر ومرض باركنسون. يمكن أن تؤدي الطفرات في CRYAB أيضًا إلى اعتلال عضلة القلب التقييدي.  يمكن لـ αBC المرتبط بالشبكة الإندوبلازمية أن يثبط تكوين التجمعات التي يسببها الطفرة المرضية. وبالتالي، فإن تعديل البيئة المحيطة بغشاء الشبكة الإندوبلازمية يمكن أن يكون بمثابة هدف محتمل في تطوير التدخلات الدوائية لمرض ترسب البروتين. 
على الرغم من التعبير عنها بشكل كبير في عدسة العين والأنسجة العضلية، يمكن أيضًا العثور على αBC في العديد من أنواع السرطان، من بينها سرطان الخلايا الحرشفية في الرأس والرقبة (HNSCC) وسرطانات الثدي، وكذلك في المرضى الذين يعانون من التصلب الدرني. يرتبط التعبير عن αBC بتكوين النقائل في سرطان الخلايا الحرشفية للرأس والرقبة وفي سرطانات الثدي وفي أنواع أخرى من السرطان، وغالبًا ما يرتبط التعبير أيضًا بسوء التشخيص. يمكن زيادة التعبير عن αBC أثناء الضغوط المختلفة، مثل صدمة الحرارة، أو الإجهاد الأسموزي أو التعرض للمعادن الثقيلة، مما قد يؤدي بعد ذلك إلى إطالة عمر الخلايا في ظل هذه الظروف.

## التفاعلات
لقد ثبت أن CRYAB يتفاعل مع:
- CRYAA [13]
- CRYBB2 [13]
- CRYGC [13]
- HSPB2 [14]
- Hsp27 [13][15]
- PSMA3 [16]

## روابط خارجية
- مدخل GeneReviews/NIH/NCBI/UW حول اعتلال عضلة اللييفات العضلية